# La Chapelle-Saint-Aubin
La Chapelle-Saint-Aubin is een gemeente in het Franse departement Sarthe (regio Pays de la Loire). De plaats maakt deel uit van het arrondissement Le Mans. La Chapelle-Saint-Aubin telde op 1 januari 2022 2.252 inwoners.

## Geografie
De oppervlakte van La Chapelle-Saint-Aubin bedroeg op 1 januari 2022 5,93 vierkante kilometer; de bevolkingsdichtheid was toen 379,8 inwoners per km².

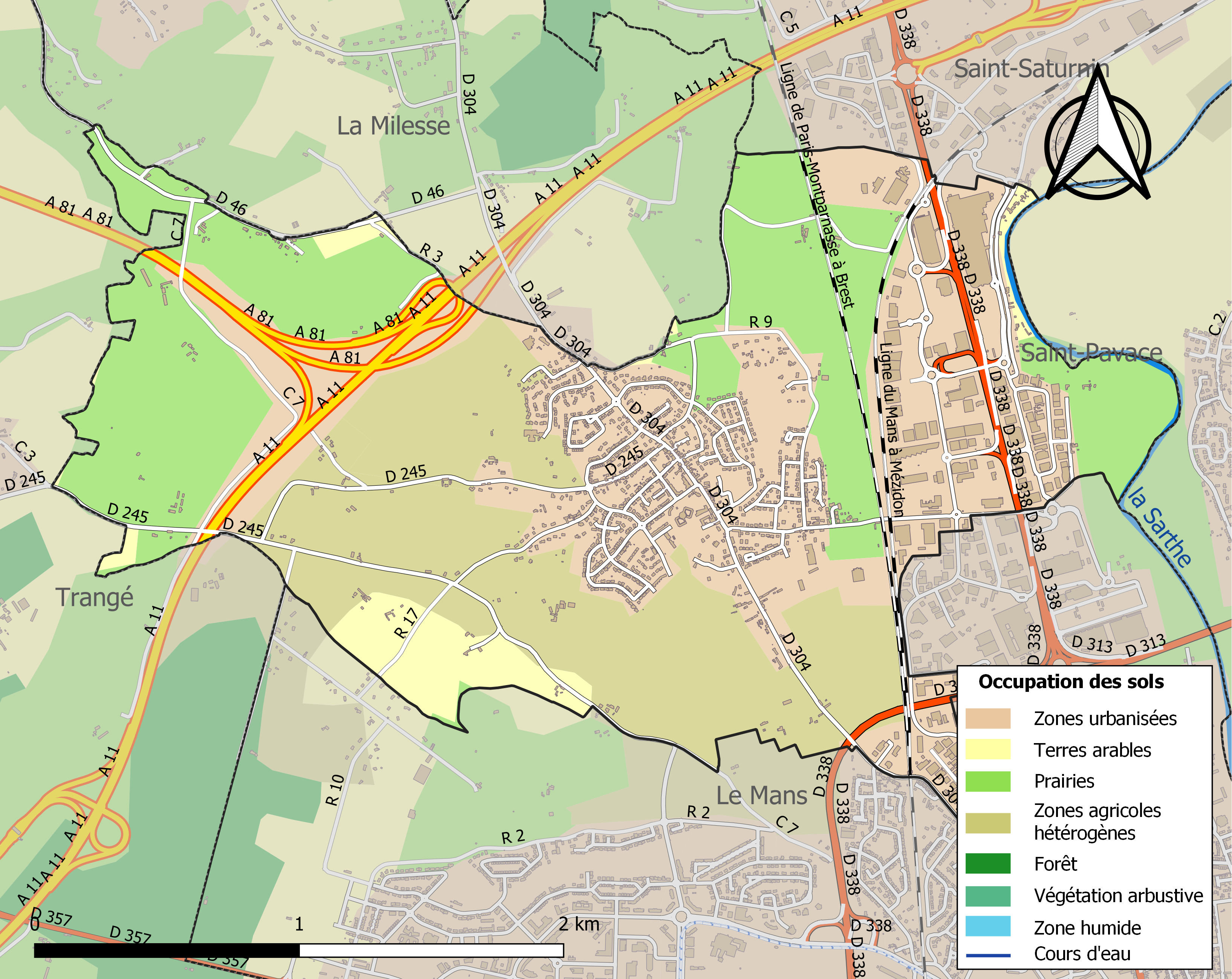
Kaart van de gemeente met de belangrijkste infrastructuur, bodemgebruik en omliggende gemeenten

## Demografie
Onderstaande figuur toont het verloop van het inwonertal (bron: INSEE-tellingen).